# Mata Grande (kommun)
Mata Grande är en kommun i Brasilien.   Den ligger i delstaten Alagoas, i den östra delen av landet, 1 300 km nordost om huvudstaden Brasília. Antalet invånare är 24 702. Arean är 908 kvadratkilometer.
Terrängen i Mata Grande är huvudsakligen kuperad, men åt sydväst är den platt.
Följande samhällen finns i Mata Grande:
- Mata Grande

Omgivningarna runt Mata Grande är huvudsakligen savann. Runt Mata Grande är det ganska glesbefolkat, med 26 invånare per kvadratkilometer.